# Laurindo Pitta (rebocador)
Laurindo Pitta é um navio-museu temático e ex-rebocador da Marinha do Brasil, subordinado à Diretoria do Patrimônio Histórico e Documentação da Marinha. É o navio mais antigo da armada ainda em serviço. A embarcação foi construída pelo estaleiro britânico Vickers, Sons & Maxim, Ltd, em 1910. Operou inicialmente como rebocador. Tem 39 metros comprimento e deslocava até 514 toneladas em peso. Esteve integrado à Divisão Naval em Operações de Guerra, parte da esquadra brasileira enviada para patrulhar a costa nordeste africana durante a Primeira Guerra Mundial. Na Segunda Guerra Mundial, participou no auxílio da defesa do porto do Rio de Janeiro. Foi descomissionado em 16 de setembro de 1959, ainda assim, esteve auxiliando a Marinha do Brasil até a década de 1990.
A marinha decidiu restaurá-lo em 1998, e desde então serve à instituição como navio-museu, subordinado à DPHDM. Nesse departamento, a embarcação é empregada no passeio da Baía de Guanabara e como fonte histórica para turistas que visitam o Espaço Cultural da Marinha, onde está lotado. Participou de eventos navais como a comemoração dos 500 anos do descobrimento do Brasil, em 2000, e no seu centenário, em 2010, quando foi presenteado com o título de Membro Honorário da associação norte-americana Classic Yacht Association (CYA).

## História

### Construção e características
No início do século XX, o governo brasileiro estudava planos para a modernização de sua marinha de guerra, que, após o período imperial, estava completamente defasada. Seguiu-se dois planos: do almirante Júlio Cesar de Noronha, em 1904, e do almirante Alexandrino Faria de Alencar, em 1906. Apesar do primeiro plano ter sido aprovado pelo congresso legislativo, com a mudança de governo, o plano concretizado foi o último. Foram adquiridos, em 1910, os encouraçados Minas Geraes e São Paulo; cruzadores Bahia e Rio Grande do Sul, além de vários outros navios menores, dentre eles o rebocador Laurindo Pitta.
A embarcação foi construída pelo estaleiro Vickers, Sons & Maxim, Ltd, em Barrow-in-Furness, na Grã-Bretanha, em 1910. O rebocador chegou ao país em 29 de outubro do mesmo ano. Foi incorporado à marinha brasileira ainda na Inglaterra em 16 de setembro. Originalmente, possuía as seguintes características: 293 toneladas de deslocamento quando completamente vazio e 514 quando carregado;  39 metros de comprimento total; 8 m de boca; 4,5 m de calado; motor a vapor de tríplice expansão, 850 HP de potência total; 11 nós de velocidade máxima (20,4 Km/h) e duas chaminés. A tripulação era constituída de 34 homens.

### Serviço
O Laurindo Pitta é o primeiro navio da esquadra brasileira a ostentar esse nome, sendo uma homenagem ao deputado fluminense Laurindo Pitta de Castro, que faleceu antes de ver a esquadra pronta que tanto defendera. Em 1913, passou por dois pequenos reparos de limpeza e pintura do fundo do casco, um entre 1 e 3 de abril e outro entre 6 e 11 de novembro. Devido ao torpedeamento de vários cargueiros brasileiros por submarinos alemães, quando da Primeira Guerra Mundial, o Brasil declarou guerra àquele país. Em 1918, criou-se a Divisão Naval em Operações de Guerra (DNOG), uma esquadra composta pelos cruzadores Bahia e Rio Grande do Sul, pelos contratorpedeiros Piauí, Rio Grande do Norte, Paraíba e Santa Catarina, pelo navio auxiliar Belmonte e o rebocador Laurindo Pitta, armado com dois canhões de 47 mm, que tinha por objetivo patrulhar a costa nordeste africana, desde a cidade de Dakar até o Estreito de Gibraltar.

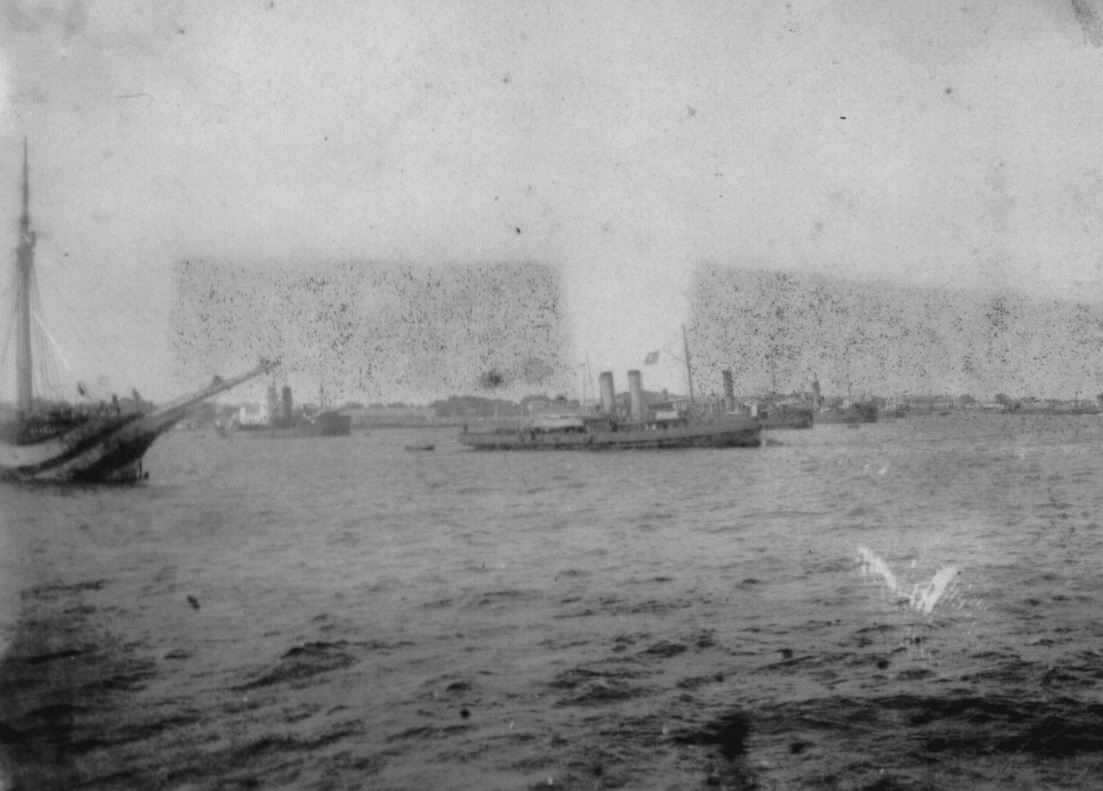
Imagem do Laurindo Pitta provavelmente durante a Primeira Guerra Mundial

A viagem do rebocador se deu em 8 de abril, com paradas na Bahia e na ilha de Fernando de Noronha. Nessa última, o rebocador suspendeu todos os dias que a divisão esteve lá, entre 24 de abril e 1 de agosto, proporcionando todos os meios para a adequada operação dela, como os serviços de reboque, atracação e desatracação, mesmo em períodos de intensa agitação do mar. A divisão naval partiu da ilha no dia 1 de agosto em direção do porto de Freetown, na África. Durante o trajeto, na data de 25 de agosto às 20h15, o primeiro-tenente Ernesto de Araújo, a bordo do cruzador Rio Grande do Sul, avistou um clarão seguido de um forte estampido, que imaginou ser um tiro de canhão de um dos navios da esquadra. Minutos depois, o oficial observou uma esteira retilínea no mar e logo concluiu que se tratava de um torpedo que estava indo em direção da popa do Belmonte, que estava à vante do Laurindo Pitta. As guarnições do rebocador e das outras embarcações da divisão apenas aguardaram o impacto que não ocorreu, devido o desvio que o torpedo fez antes de atingir o navio auxiliar, passando a 20 metros de distância.
A divisão operou naquelas águas pelos meses de agosto, setembro, outubro, novembro e dezembro, com pouquíssimas perdas entre os comboios protegidos por ela. Somaram-se 57 comboios com 579 navios escoltados e apenas 5 perdidos, significando menos de 1% do total de navios protegidos. Não foi creditada nenhuma embarcação inimiga afundada pela divisão. O episódio mais crítico foi quando a esquadra confundiu um cardume de golfinhos, que cruzava a rota da divisão, com a vela de um submarino alemão, efetuando vários disparos neles, evento conhecido como a batalha das toninhas. A tripulação do rebocador e de outras embarcações da DNOG foram duramente atingidas pela pandemia de Gripe Espanhola, que provocou a morte de inúmeros tripulantes. No dia 31 de dezembro, toda a esquadra estava ancorada de volta no Rio de Janeiro. A DNOG foi dissolvida em 25 de junho de 1919.

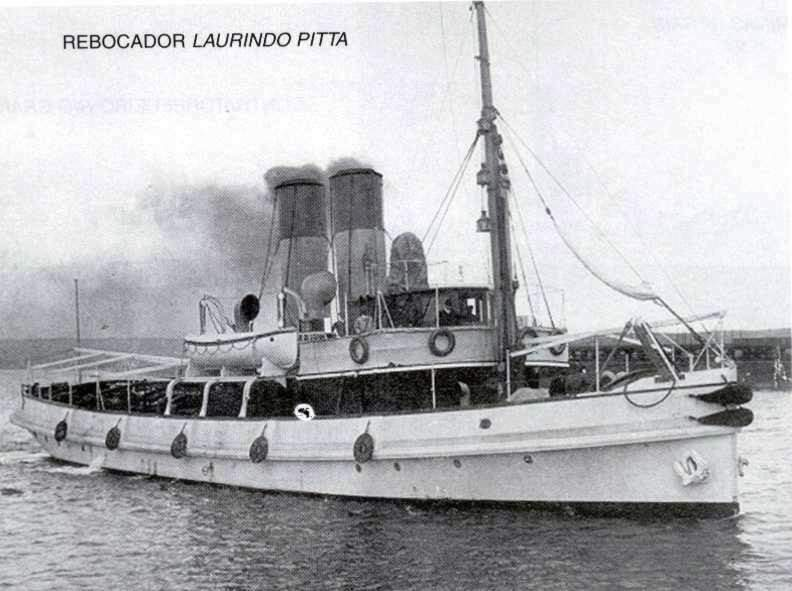
Laurindo Pitta em data desconhecida

Em 22 de fevereiro de 1922, auxiliou no governo do paquete Alagoas, utilizado no dia anterior como alvo de tiro pelos encouraçados São Paulo e Minas Geraes, ainda assim afundou, devido ao péssimo estado do navio. Durante a Segunda Guerra Mundial, continuou com serviços de reboque em auxílio da defesa do porto do Rio de Janeiro. Após a guerra, Laurindo Pitta prestou serviços ao Arsenal de Marinha do Rio de Janeiro e à Base Naval do Rio de Janeiro. Em 1948, prestou socorro ao navio inglês Hopercrost, em chamas a cerca de 100 milhas da cidade de Cabo Frio. O rebocador continuou no serviço ativo até sua baixa em 16 de setembro de 1959, contudo, manteve-se em auxílio da marinha até o ano de 1997, quando a embarcação já se encontrava em péssimo estado de conservação.

### Restauração
Por obsolescência de suas máquinas, o Laurindo Pitta foi atracado no cais da Ilha de Mocanguê, em Niterói. Cogitou-se a aposentadoria definitiva do navio. Porém, um grupo denominado Liga dos Amigos do Museu Naval, ligado à Marinha do Brasil, liderou um projeto de restauração do rebocador, com o intuito de transformá-lo em um navio-museu. A marinha decidiu por restaurá-lo e fechou um contrato com a empresa Estaleiro Itajaí S.A., sediada em Itajaí, no estado de Santa Catarina, em 16 de abril de 1998. O contrato previa a duração de 11 meses para conclusão da restauração, a um custo, à época, de R$ 840.380,00.
Os serviços incluíram "reparo estrutural; reconstrução do passadiço, chaminés e mastro; substituição da madeira do revestimento do convés; substituição dos motores principais e de geração de energia; revisão e substituição do sistema da máquina do leme, sistemas auxiliares, equipamentos de salvatagem, acessórios de casco; instalação de bancos para 90 passageiros; recuperação da cantina e toldos; jateamento e pintura," de acordo com o extrato histórico do navio em artigo da marinha. A restauração trouxe de volta a aparência externa original de quando fora comissionado em 1910 e a conversão da embarcação de reboque para navio-museu. No interior, foi adaptado um compartimento para abrigar a exposição permanente “A Participação da Marinha na Primeira Guerra Mundial”. Após a restauração, o Laurindo Pitta foi subordinado à Diretoria do Patrimônio Histórico e Documentação da Marinha, departamento em 2020 sob comando do Vice-Almirante José Carlos Mathias, e permanece nesse órgão desde então. É o único navio da marinha brasileira remanescente da DNOG preservado e o mais antigo ainda em serviço ativo.

### Navio-museu

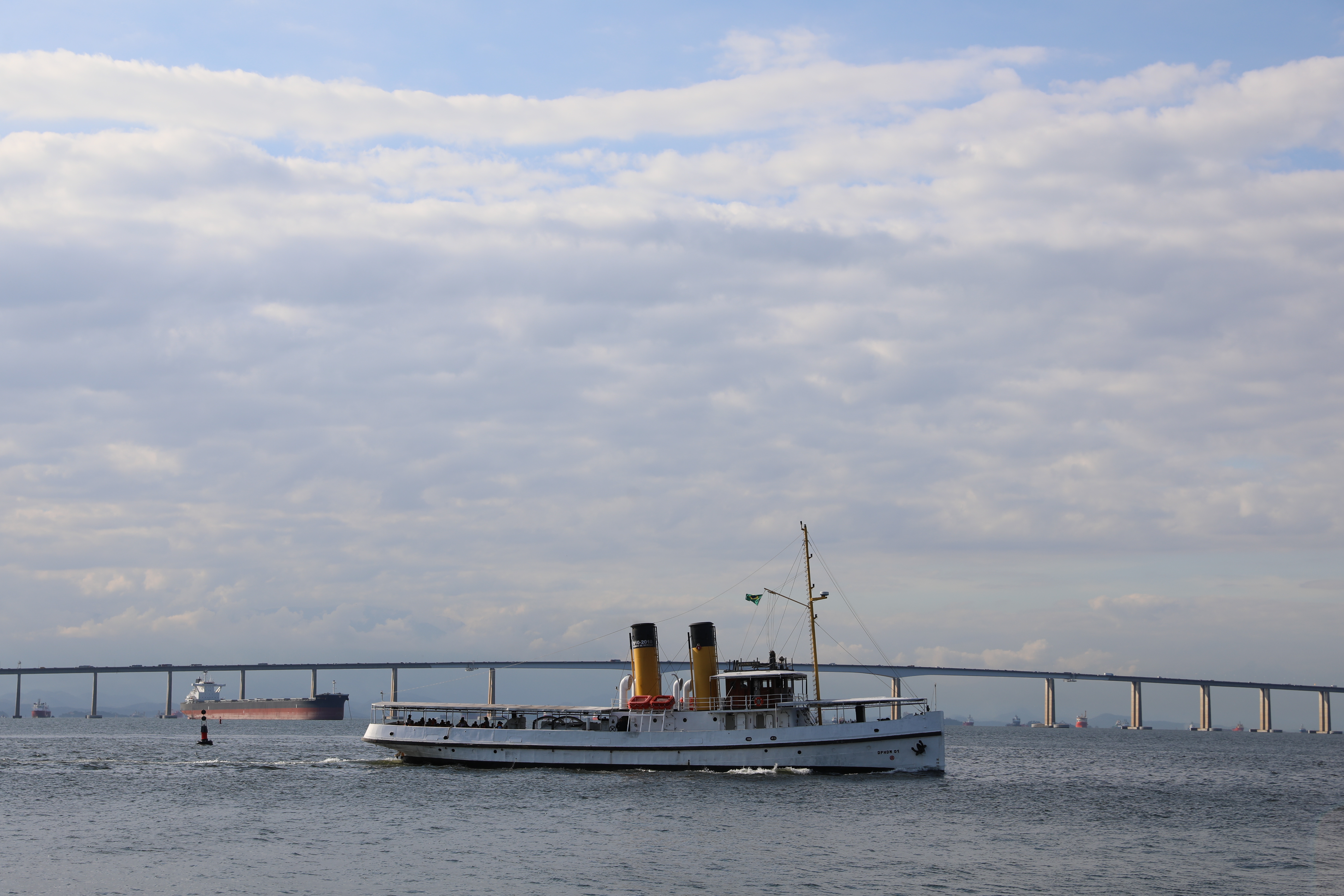
Laurindo Pitta durante a cerimônia dos 76 anos da Diretoria do Patrimônio Histórico e Documentação da Marinha

Desde a restauração, o Laurindo Pitta retornou ao serviço ativo como um navio-museu. Sob direção da DPHDM, o ex-rebocador tem sido empregado em passeios pela Baía de Guanabara, levando turistas a pontos e ilhas históricos da região. No dia 30 de abril de 2000, o Laurindo Pitta participou dos eventos da marinha em comemoração aos 500 anos do descobrimento do Brasil, em conjunto com diversos outros navios de guerra do país, da África do Sul, Argentina, Espanha, Estados Unidos, Países Baixos, Polônia, Portugal, Reino Unido, Uruguai e da Venezuela. Em comemoração ao seu centenário, em 2010, a embarcação foi presenteada com o título de Membro Honorário da Classic Yacht Association (CYA), uma associação de entusiastas norte-americanos interessados em promover e incentivar a restauração e preservação de navios antigos. Na década de 2020, o navio-museu é uma das atrações do Espaço Cultural da Marinha, servindo de fonte histórica e navio de passeio para os turistas.